# Henri Creuzevault
Pour les articles homonymes, voir Creuzevault.
Henri Creuzevault, né à Paris le 4 avril 1905 et mort le 1er juin 1971 à Montfort-l'Amaury, est un relieur, éditeur et restaurateur français, fils de Louis Creuzevault.

## Biographie
Son père lui apprend le métier de relieur et il expose avec lui dès 1928 au Palais Galliera où il remporte sa première récompense. Il reprend l'atelier en 1930 et oriente l'entreprise vers l'édition de livres d'art. Il engage alors des illustrateurs. 
Premier prix de reliure à l'Exposition universelle de 1937, il prend part en 1946 à la création de la Société de la reliure originale et participe à des expositions à la Bibliothèque nationale en 1947 et 1953, à Lyon en 1949 ainsi qu'à de nombreuses autres manifestations du livre dans le monde entier. En 1954 il remporte une médaille d'or à la Triennale de Milan.
En 1937, la Ville de Paris lui commande la reliure offerte aux princesses Elizabeth et Margaret d'Angleterre. La Bibliothèque nationale l'engage en 1949 pour la reliure de l'ouvrage Le Bestiaire avec des illustrations de Raoul Dufy et du Mallarmé, illustré par Charles Despiau puis en 1949, il relie le Buffon de Pablo Picasso pour le Victoria and Albert Museum.
Passionné d'architecture, entre 1965 et 1969, il restaure un château et sa chapelle dans un village du Gard puis un fort militaire construit par Vauban dans les Hautes-Alpes.
Henri Creuzevault se donne la mort le 1er juin 1971 dans sa maison de Montfort-l'Amaury.

## Quelques éditions d'ouvrages d'art
- 1934 : Jean Bruller, Nouvelle clé des songes, avec vingt aquarelles de l'auteur
- 1935 : François-René de Chateaubriand, Lettres sur Rome, illustrées par Albert Decaris
- 1936 : Paul Verlaine, La Bonne Chanson, pointes-sèches d'Hermine David
- 1936 : Pierre Louÿs, Aphrodite, illustrations de André Édouard Marty
- 1937 : Abel Bonnard, Navarre et Vieille-Castille, illustrations de Pierre Labrouche, 125 p., édition tirée à 160 exemplaires
- 1942 : Paul Verlaine, Les fêtes galantes, illustrations d'André Dignimont
- 1943 : Paul Verlaine, Sagesse, 48 illustrations gravées sur cuivre par Hermine David
- 1946 : Paul-Jean Toulet, Les Trois Impostures, illustrations de Jean Émile Laboureur
- 1948 : Mary Webb, Sarn, 12 pointes-sèches par Hermine David
- 1949 : André Suarès, Paris, illustré par Albert Decaris
- 1950 : Mary Webb, Sarn, cinquante-cinq compositions de Roland Oudot gravées par Théo Schmied, tirage 275 exemplaires